# 納馬沙
納馬沙是東非國家莫桑比克的城鎮，由馬普托省負責管轄，位於首都馬普托以西80公里，毗鄰與斯威士蘭接壤的邊境，主要經濟活動是貿易和旅遊業，該鎮以瀑布聞名，1997年人口估計約10,010。
25°58′S 32°02′E / 25.967°S 32.033°E